# 醢落尸逐鞮単于
醢落尸逐鞮単于（かいらくしちくていぜんう、ピンイン：Hǎiluòshīzhúdīchányú, ? - 56年）は、中国後漢時代の南匈奴の初代単于。呼韓邪単于の孫で、烏珠留若鞮単于の子。醢落尸逐鞮単于というのは称号で、姓は攣鞮氏、名は比という。祖父にあやかり呼韓邪単于と名乗った。湖邪尸逐侯鞮単于の父。

## 生涯
烏珠留若鞮単于の子として生まれる。
天鳳5年（18年）、叔父の呼都而尸道皋若鞮単于が即位すると、比は右薁鞬日逐王となり、南部国境地帯および烏桓の統治を任された。呼都而尸道皋若鞮単于が即位する際、その弟の右谷蠡王伊屠知牙師は順位上、左賢王になるべきであったが、単于は自分の子に位を譲りたいために伊屠知牙師を殺してしまった。このことを知った比は、「兄弟の上からいえば右谷蠡王が立つべきであり、子の上からいえば先代の子である自分が立つべきだ」と怨み言をこぼし、単于に対し心中危惧を抱いて、単于庭の集会にもほとんど出席しなかった。単于は怪しんで2人の骨都侯を派遣して、比が統率する兵を監視統領させた。
建武22年（46年）、呼都而尸道皋若鞮単于が死に、子の左賢王烏達鞮侯が立ったが、まもなく死に、その弟の左賢王蒲奴が単于となった。比は単于になれず憤慨し恨んでいたところ、匈奴の国内は連年、旱（ひでり）と蝗に襲われ、荒地は数千里に達し、草木はすべて枯れ、人も家畜も飢え病んで、大半の国民が死亡した。単于は漢がこれに乗じて攻めてくるのかもしれないと心配して、先に漁陽郡に使者を送り和親を求めた。そこで朝廷は中郎将の李茂を派遣して返答を伝えさせた。一方で、比はひそかに漢人の郭衡をよこして匈奴の地図を奉じてきた。
建武23年（47年）、比は西河太守のもとに来て内附を申し出た。2人の骨都侯は比の真意を見破り、5月の龍祠（匈奴の国会）に参列した際、単于に比が謀反を企んでいると伝えた。この時、比の弟の漸将王がこれを聞いていたので、すぐさま比に知らせると、比は支配下の南辺八部の4〜5万人を招集し、両骨都侯が帰ってきたら殺そうと待ち構えた。両骨都侯は事前にこれを察知し、単于にこのことを告げると単于は1万騎を派遣して比を撃たせたが、比の軍勢が強盛だったので、引き返した。
建武24年（48年）、八部の大人（たいじん：部族長）は協議して、比を（比の祖父にあやかって）呼韓邪単于として立てようとした。そこで比は五原塞に来て、永く漢の防壁となって北方蛮族を防ぎたいと願い出た。帝は五官中郎将の耿国の議を採用してこれを許した。その冬、比は匈奴から自立して呼韓邪単于となった（これにより匈奴は南北に分裂し、従来の匈奴は北匈奴、比の建てた匈奴は南匈奴と呼ばれる）。
建武25年（49年）、南単于比は弟の左賢王莫を派遣し、1万余人の兵で北単于の弟の薁鞬左賢王を撃たせ、これを生け捕り、北単于庭を破ってその衆1万余人、馬7千匹、牛羊1万頭を獲得した。北単于は1千余里も後退した。北匈奴の薁鞬骨都侯と右骨都侯は部衆3万余人を率いて南単于に帰順してきた。南単于比はふたたび朝廷に使者を送り、臣下の礼をとり、昔の和約を復活させたいと願った。
建武26年（50年）、朝廷は使匈奴中郎将の段郴・副校尉の王郁を遣わし、南単于庭を五原郡の西部塞の80里の地点に立てさせた。この時、単于比は漢の使者を迎えたところ、使者から「単于は当然、拝伏して天子の詔を受けるべきだ」と言われ、しばらくもじもじした末、ようやく拝伏した。あとで通訳が伝えるには「単于は新たに位についたところなので、左右の臣下に対しはずかしく、衆中では屈辱的な礼をさせないでほしい」ということらしく、骨都侯らもこれを見て涙をこぼしたという。段郴が帰朝して朝廷に報告すると、南単于は晴れて雲中郡に入居することを許された。それからというもの、南単于比は毎年年末になると、使者を送って上奏文を奉り、侍子を送って入朝させるようにした。北匈奴の襲撃があったので、詔により南単于は段郴・王郁の護衛のもと、西河郡美稷に移住し、韓氏骨都侯を北地郡に、右賢王を朔方郡に、当于骨都侯を五原郡に、呼衍骨都侯を雲中郡に、郎氏骨都侯を定襄郡に、左南将軍を雁門郡に、栗籍骨都侯を代郡に駐屯させた。
中元元年（56年）、醢落尸逐鞮単于は位にあること9年で薨去した。使匈奴中郎将の段郴は弔いに赴き、酒・米を供え、兵を分けて葬儀を護衛した。比の弟の莫が南単于の位に就き、帝は使者を送り、璽を印した書を持たせて慰撫し、璽綬を送り、冠・幘・絳単衣3着・童子佩刀・緄帯各1を送った。また、繒・彩四千匹を賜って諸王・骨都侯以下に賞賜させた。それからというもの、単于が薨去した際の弔祭・慰賜はこれを常例とした。

## 参考資料
- 『後漢書』（南匈奴列伝）